# 第147師団 (日本軍)
第147師団（だいひゃくよんじゅうななしだん）は、大日本帝国陸軍の師団の一つ。
太平洋戦争の末期、1945年（昭和20年）1月20日に帝国陸海軍作戦計画大綱が策定された結果、本土決戦に備えるべく急造が決定した54個師団の一つであり、そのうちの第一次兵備として2月28日に編成が命じられた16個の沿岸配備師団の一つである。

## 師団概要

### 歴代師団長
- 石川浩三郎 中将：1945年（昭和20年）4月1日 - 終戦

### 参謀長
- 小林茂本 大佐：1945年（昭和20年）4月1日 - 終戦[1]

### 最終所属部隊
- 歩兵第425連隊（旭川）：山住伊織中佐
- 歩兵第426連隊（旭川）：田村禎一大佐
- 歩兵第427連隊（旭川）：原子正雄大佐
- 歩兵第428連隊（旭川）：加藤武夫大佐
- 第147師団砲兵隊
- 第147師団速射砲隊
- 第147師団輜重隊
- 第147師団通信隊
- 第147師団兵器勤務隊
- 第147師団野戦病院